# Barnum avait raison
Barnum avait raison (Barnum Was Right) est un film américain réalisé par Del Lord et sorti en 1929.
En plus de la version sonore considérée comme perdue, il existe une version muette du film, destinée aux cinémas non équipés pour le sonore, qui a été conservée.
Le scénario a été réutilisé par Joe E. Brown pour le film Wide Open Faces en 1938.

## Fiche technique
- Titre original : Barnum Was Right
- Réalisation : Del Lord
- Scénario : Hutcheson Boyd, Arthur Ripley et Ewart Adamson d'après une pièce de Philip Bartholomae et John Meehan
- Production : Universal Pictures
- Producteur : Carl Laemmle Jr.
- Photographie : Jerome Ash
- Pays de production :  États-Unis
- Durée : 57 minutes
- Dates de sortie: 
  - États-Unis : 22 septembre 1929
  - France : 26 juin 1931

## Distribution
- Glenn Tryon : Freddie Farrell
- Merna Kennedy : Miriam Locke
- Otis Harlan  : Samuel Locke
- Basil Radford  : Standish
- Clarence Burton  : Martin
- Lew Kelly : Harrison
- Isabelle Keith : Phoebe O'Dare
- Gertrude Sutton : Sarah
- Louise Beavers